# RWS Verlag
Die RWS Verlag Kommunikationsforum GmbH & Co KG (RWS = Abkürzung für Recht Wirtschaft Steuern) ist ein 1976 gegründeter Fachverlag mit Schwerpunkt Wirtschaftsrecht und Sitz in Köln. Der Verlag versteht sich als Kommunikationsforum für Juristen, Steuerberater und Wirtschaftsprüfer und organisiert ergänzend Tagungen, Fachveranstaltungen und Seminare.
Seinen Ursprung hat der heutige RWS Verlag im Kommunikationsforum Recht Wirtschaft Steuern, das 1976 von den Rechtsanwälten Bruno M. Kübler und Bernd Klasmeyer gegründet wurde, um Seminarveranstaltungen für Anwälte im Bereich des Insolvenz- und Gesellschaftsrechts anzubieten. 1977 fanden die ersten Seminare statt, die später auch mit Skripten für die Teilnehmer begleitet wurden. Die Seminarskripte wurden in der Folge als seminarunabhängige Publikationen angeboten. Dies war der Beginn der RWS-Skriptenreihe, mit der das bisherige Kommunikationsforum als RWS Verlag auch in den Kreis der Buchverlage eintrat. 1988 zog sich Bernd Klasmeyer als Mitgesellschafter aus dem Verlag zurück. Bruno M. Kübler, im Hauptberuf Wirtschaftsanwalt und Insolvenzverwalter, wurde Alleininhaber. 1990 übertrug er 50 % der Geschäftsanteile an die Verlag Dr. Otto Schmidt KG. Seit Ende 2019 ist Bruno M. Kübler wieder alleiniger Geschäftsführender Gesellschafter des RWS Verlags.
Parallel zur Entwicklung des Seminar- und Buchangebots wurde Ende der 1970er Jahre die Idee geboren, eine neue Zeitschrift zu gründen, die inhaltlich praxisnäher sein sollte als die bis zu diesem Zeitpunkt auf dem Markt verfügbaren. Im Januar 1980 erschien daher Heft 1 der Insolvenzrecht – Zeitschrift für die gesamte Insolvenzpraxis (ZIP), die 1983 unter Beibehaltung des Kürzels „ZIP“ in Zeitschrift für Wirtschaftsrecht umbenannt wurde. Im November 2019 sind die Zeitschriften ZIP und EWiR in das Programm der Otto Schmidt Rechtsverlag KG übergegangen. Seit Januar 2021 erscheint zweimal im Monat die »Zeitschrift für Restrukturierung und Insolvenz – ZRI«. Sie konzentriert sich inhaltlich in Aufsätzen und Dokumentationen der Rechtsprechung mit substantiellen Anmerkungen auf diese Kernthemen der Verlagspublikation: Restrukturierung und Insolvenz.
1989 trat die Zeitschrift für Bankrecht und Bankwirtschaft (ZBB) hinzu, die in Fachbeiträgen Entwicklungen aufgreift und evaluiert. Die 1997 gegründete Zeitschrift für Immobilienrecht (ZfIR) publiziert Beiträge an der Schnittstelle zwischen Immobilien- und Zwangsverwaltungsrecht. Die Zeitschrift für Verbraucher- und Privat-Insolvenzrecht (ZVI) komplettiert seit 2002 im Insolvenzrecht das Angebot des Verlages und ist zu diesem wichtigen Bereich die einzige eigenständige Fachzeitschrift auf dem Markt. Seit 2003 erscheint außerdem die kartellrechtlich ausgerichtete Zeitschrift für Wettbewerbsrecht (ZWeR).
Seit 2010 liegen alle Zeitschriften und Printwerke von RWS digital vor. Sie werden in Form von Online-Abos und über juristische Datenbanken (u. a. Beck-Online und Juris) angeboten.

## Verlagsprogramm
Das Buch- und Loseblatt- und das Fachzeitschriftenprogramm (u. a. ZRI – Zeitschrift für Restrukturierung und Insolvenz) ist etabliert und umfangreich, diverse lieferbare Titel sind Standardwerke.
Bis heute sind knapp 1.000 RWS-Skripte erschienen. Neben der Skriptenreihe erscheinen Formularkommentare, Handbücher, Kommentare und Loseblattwerke. Zu den bekannten Werken gehört der Kommentar zur Insolvenzordnung von Kübler/Prütting/Bork.
Weitere bekannte Titel des Verlages sind die Kommentare zur InsO (Graf-Schlicker), zur InsVV (Zimmer), zur EuInsVO (Vallender), zum ZVG (Depré), zum Aktiengesetz (Wachter) sowie das von Kübler herausgegebene (HRI) Handbuch Restrukturierung in der Insolvenz.
Alle Werke des RWS Verlages werden neben der gedruckten Fassung in allen gängigen digitalen Medienformaten, z. B. als E-Book oder Datenbankangebot, veröffentlicht.

## Seminare
Der RWS Verlag bietet ein umfassendes Seminarangebot mit jährlich bis zu 120 Veranstaltungen mit Praktiker-Seminare und Mitarbeiterschulungen sowie seit einigen Jahren auch Lehrgänge in der RWS Insolvenzakademie. Seit März 2020 ergänzen Webinare das Fortbildungsprogramm ab. Sie ermöglichen unter Anerkennung von Fortbildungsstunden nach der Fachanwaltsordnung die Teilnahme an Fachveranstaltungen über das Internet. Fortbildungszertifikate können in qualifizierten Lehrgängen unter wissenschaftlicher Leitung erworben werden. Die Prüfung erfolgt durch Klausuren, die in Webinar-Form auch online geschrieben werden können.
Viele Referenten sind gleichzeitig Autoren des Verlags.